# 梭形坚体吸虫
梭形坚体吸虫（学名：Pegosomum petrovi）为棘口科坚体属的动物。分布于俄罗斯以及中国大陆的内蒙古等地，营寄生生活，宿主為大白鹭（Egretta alba modestus，位於内蒙古）、以及寄生在胆管。